# Хітридіомікотові гриби
Хитрідіомікотові гриби (Chytridiomycota) — відділ грибів. Положення цього відділу в системі грибів суперечливим, але дані геносистематики підтверджують, що це найдавніша група грибів, єдина, яка має у життєвих циклах рухомі стадії, примітивно влаштований талом.

## Опис
Вегетативне тіло в більшості видів розвинене слабо. Найчастіше талом одноклітинний, може бути з різоміцелієм. У більш високоорганізованих (порядки моноблефарідальні — Monoblepharidales, бластокладіальні — Blastocladiales) вегетативне тіло у вигляді багатоядерного розгалуженого неклітинного міцелію. Клітинна оболонка хітиново-глюканова. У більшості видів талом з одним ядром у центральній частині та без ядер у різоміцелії, але в деяких представників таломи багатоядерні з особливими структурами — колективними клітинами. Безстатеве розмноження здійснюється за допомогою зооспор, що мають один гладкий батогоподібний джгутик, прикріплений до заднього кінця спори. Осідаючи на субстрат, зооспори втрачають джгутики й різними способами перетворюються на вегетативне тіло гриба. У ендопаразитів вміст зооспор переходить у клітину рослини по спеціальному каналу. В ектопаразитів зооспори вкриваються оболонкою й залишаються зверху, а всередину клітини потрапляє різоміцелій. У сапротрофів тіло утворюється всередині й зовні субстрату. Зооспори утворюються в кулястих або грушоподібних зооспорангіях, з яких виходять через пору на кінці виводкової трубки або через отвір, що відкривається спеціальною кришечкою. У примітивніших організмів одноклітинне вегетативне тіло перетворюється на спорангій, у більш високоорганізованих видів спорангії утворюються з частини вегетативного тіла. Характерно різноманіття типів статевого процесу (хоча в багатьох представників статевий процес не є достеменним). Це може бути ізогамія, гетерогамія, оогамія і навіть соматогамія. Продукт статевого розмноження — зиготи, вкриті оболонкою. У них простежується два типи чергування безстатевого й статевого поколінь (як у водоростей): ізоморфна й гетероморфна зміна генерацій. У циклах розвитку переважає гаплоїдна стадія. У більшості видів — мейоз зиготичний. Мешкають у воді або у вологому наземному середовищі. Паразитують на водоростях, квіткових рослинах, нижчих тваринах і грибах. Деякі види можуть бути сапротрофами.

## Класифікація
- Клас Chytridiomycetes
  - Порядок Chytridiales
  - Порядок Cladochytriales
  - Порядок Rhizophydiales
  - Порядок Polychytriales
  - Порядок Spizellomycetales
  - Порядок Rhizophlyctidales
  - Порядок Lobulomycetales
  - Порядок Synchytriales
  - Порядок Polyphagales
- Клас Mesochytriomycetes
  - Порядок Gromochytriales
  - Порядок Mesochytriales
- Клас Monoblepharidomycetes
  - Порядок Monoblepharidales
  - Порядок Harpochytriales
- Клас Hyaloraphidiomycetes
  - Порядок Hyaloraphidiales
- Клас Sanchytriomycetes[1]
  - Порядок Sanchytriales